# Огон

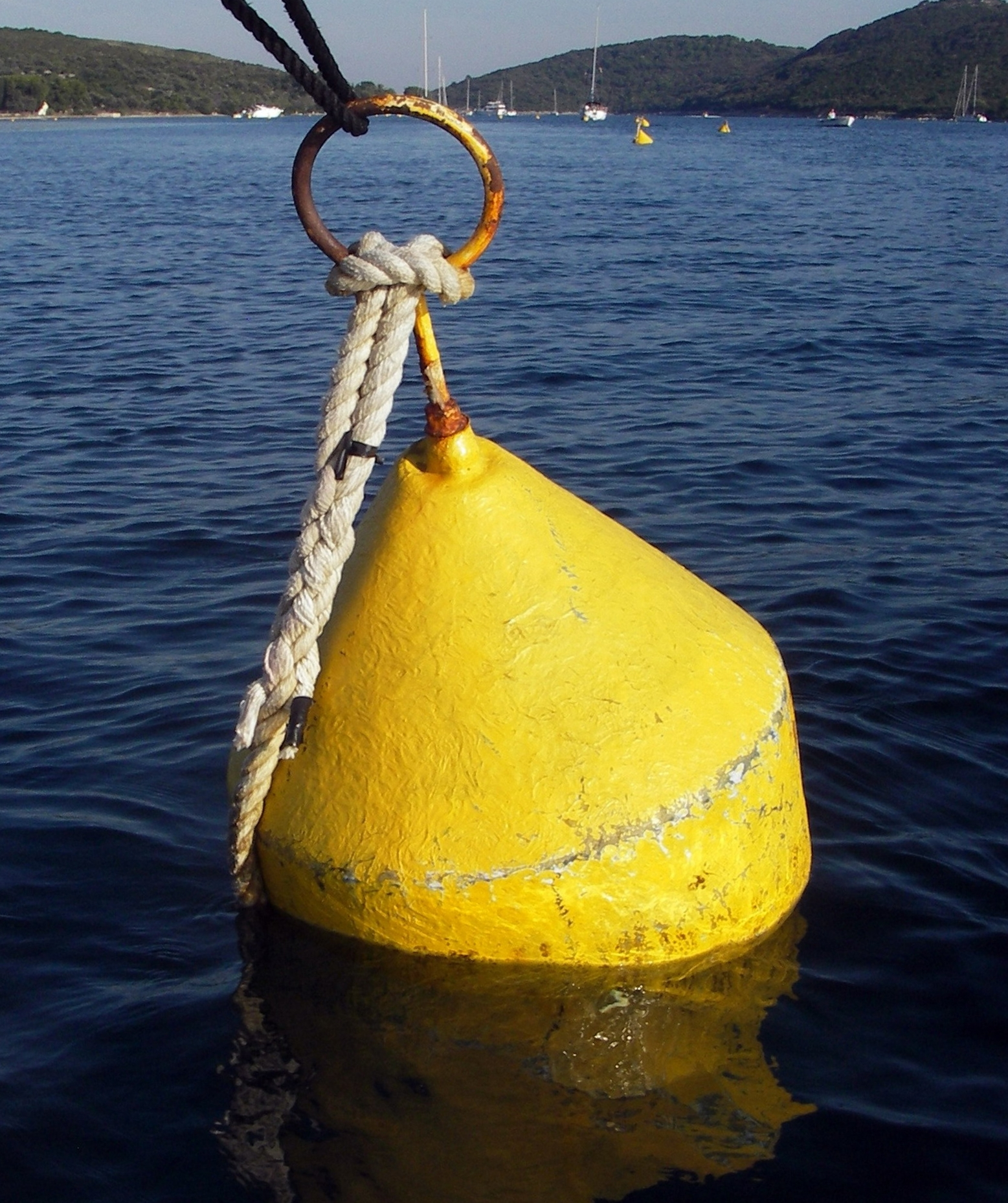
Огон, закреплённый на рыме буя коровьим узлом

О́гон (от нидерл. oogen — «глаза»; англ. Eye Splice) — постоянная петля на тросе, образованная путём переплетения прядей аналогично сплесню. Также «огоном» называют кольцо из троса, сделанное на его середине или конце. Огоны применяют, в основном, в морском деле. Через огоны могут продевать соединительные скобы при временном соединении двух тросов с небольшой нагрузкой на них (при нагрузке, близкой к максимально допустимой, более предпочтительным является соединение тросов сплесневанием). Огон изготавливают на швартовных тросах, бросательных концах, вантах, штагах, фалах и на многих других снастях стоячего и бегучего такелажа.
В альпинизме и арбористике огоны на синтетических альпинистских верёвках делают путём сшивания.
Существуют несколько разновидностей огона:
- Простой огон — на конец троса накладывают временную марку, после чего его распускают на пряди, на концах которых также ставят отметки. Затем его укладывают в виде петли необходимых размеров, а каждую из оставшихся прядей пробивают под соответствующую прядь нераспускавшейся части троса[6]
- Огон с коушем[7] — выполняют так же, как и простой огон, но к тросу переплетают ещё и коуш. Он предохраняет трос от крутых изгибов, увеличивая срок службы[8]
- Разрубной огон[9] (Cunt Splice[10]) — на концах двух тросов распускают пряди, каждую из них маркируют. Затем пряди одного из тросов вплетают в другой трос и наоборот. Выполняют не менее трёх пробивок[11]
- Подковообразный огон (horseshoe — «подкова», spansplice — «шпрюйт-сплесень»[9]) — трос сгибают в нужном месте и на некотором расстоянии от места сгиба в обе «ветви» вплетают пряди небольшой части троса той же толщины. Обычно делают 3 пробивки[12]
- Голландский огон (нем. Flamische — «фламандский»[9]) — из троса выводят одну из его прядей, причём её длина должна быть несколько больше длины в окружности огона; ещё 2 пряди троса укладывают в виде петли так, чтобы их концы перекрещивали его. Свободную прядь вводят на своё место навстречу другим прядям. Концы на всех прядях распускают на каболки и укладывают вдоль троса[13]

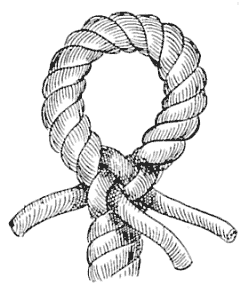
Простой огон без обязательной марки
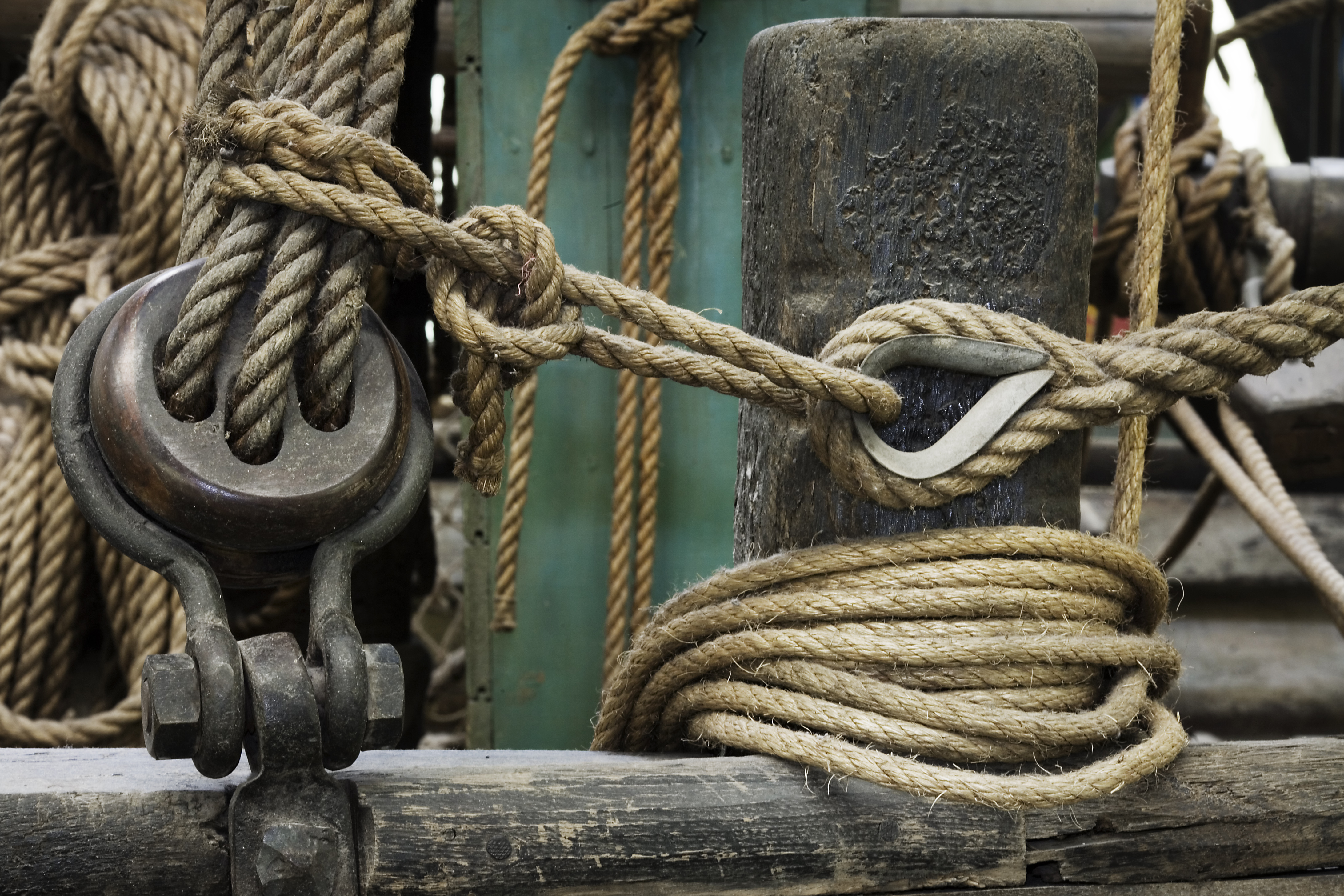
Огон с коушем
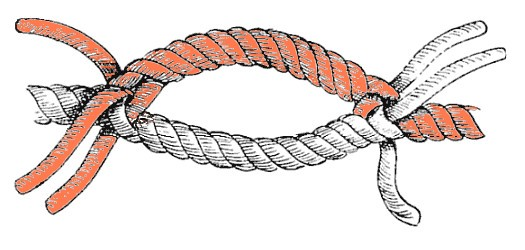
Разрубной огон
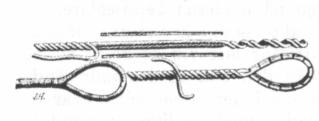